# Talent show
Talent show ou show de talento é um género de programa de televisão onde os participantes competem através da demonstração das suas capacidades em áreas tão diversas como representação, canção, dança, acrobacia, artes marciais, pintura, culinária e outras, de forma a demonstrarem ao público espectador e a um júri selecionado o seu talento sob avaliação. Esta competição desenvolve-se ao longo de várias episódios do programa e é estimulada perante a atribuição de um prémio final. Como nos reality shows, a participação do público é determinante uma vez que geralmente também toma parte nas avaliações finais através de sistemas de votação implementados.

## História
Os talent shows resultaram do formato do reality show. Programas como Popstars, Pop Idol, The X Factor e Britain's Got Talent tornaram-se muito populares e alguns dos seus participantes ficaram famosos de forma quase instantânea.
Vídeos postados no YouTube ajudaram também esse reconhecimento, como é o exemplo da cantora Susan Boyle que ficou célebre mundialmente apesar de ter ficado em 2.º lugar no programa inglês Britain's Got Talent.

## Em Portugal
O formato foi adaptado a programas como Operação Triunfo, Ídolos, Achas que Sabes Dançar?, MasterChef Portugal, The Voice Portugal, Dança com as Estrelas, Got Talent Portugal, entre outros.

## No Brasil
| Ano                     | Título                                                                                | Emissora     | Apresentação     | Bastidores          | Jurados                                                      |
| ----------------------- | ------------------------------------------------------------------------------------- | ------------ | ---------------- | ------------------- | ------------------------------------------------------------ |
| 2005–presente           | Dança dos Famosos (quadro do Domingão do Faustão e, atualmente, do Domingão com Huck) | TV Globo     | Luciano Huck     | —                   | Ana Botafogo Carlinhos de Jesus Zebrinha                     |
| 2012–presente           | The Voice Brasil                                                                      | TV Globo SBT | Tiago Leifert    | Jeniffer Nascimento | Carlinhos Brown Claudia Leitte IZA Lulu Santos Michel Teló   |
| 2014–presente           | MasterChef Brasil                                                                     | Band         | Ana Paula Padrão | —                   | Erick Jacquin Helena Rizzo Henrique Fogaça                   |
| 2015–presente           | Bake Off Brasil                                                                       | SBT          | Fabiana Karla    | —                   | Carola Crema Giuseppe Gerundino                              |
| 2015 2022–presente      | MasterChef Júnior                                                                     | Band         | Ana Paula Padrão | —                   | Erick Jacquin Helena Rizzo Henrique Fogaça                   |
| 2016–2023               | The Voice Kids                                                                        | TV Globo     | Márcio Garcia    | Thalita Rebouças    | Carlinhos Brown Maiara & Maraisa Michel Teló                 |
| 2016–2018 2022–presente | MasterChef Profissionais                                                              | Band         | Ana Paula Padrão | —                   | Erick Jacquin Helena Rizzo Henrique Fogaça                   |
| 2017–presente           | Show dos Famosos                                                                      | TV Globo     | Luciano Huck     | —                   | Boninho Cláudia Raia Preta Gil                               |
| 2018–presente           | Canta Comigo                                                                          | Record       | Rodrigo Faro     | —                   | Convidados                                                   |
| 2019–presente           | Top Chef Brasil                                                                       | Record       | Felipe Bronze    | —                   | Ailin Aleixo Emmanuel Bassoleil                              |
| 2020–presente           | Canta Comigo Teen                                                                     | Record       | Rodrigo Faro     | Ticiane Pinheiro    | Convidados                                                   |
| 2021–presente           | Bake Off Celebridades                                                                 | SBT          | Nadja Haddad     | —                   | Beca Milano Giuseppe Gerundino                               |
| 2021–presente           | The Masked Singer Brasil                                                              | TV Globo     | Eliana           | Priscilla Alcântara | Eduardo Sterblitch Rodrigo Lombardi Taís Araújo Tatá Werneck |
| 2021–presente           | Caldeirão com Mion                                                                    | TV Globo     | Marcos Mion      | —                   | Nany People Otávio Müller Robson Nunes                       |
| 2022–presente           | MasterChef +                                                                          | Band         | Ana Paula Padrão | —                   | Erick Jacquin Helena Rizzo Henrique Fogaça                   |

### Encerrados
| Exibição        | Título                              | Emissora                       |
| --------------- | ----------------------------------- | ------------------------------ |
| 1973–96 2012–13 | Show de Calouros                    | SBT                            |
| 2002–03         | Popstars                            | SBT                            |
| 2002–05         | Fama                                | TV Globo                       |
| 2006–07         | Dança no Gelo                       | TV Globo                       |
| 2006–12         | Ídolos                              | SBT (2006–07) Record (2008–12) |
| 2007            | Country Star                        | Band                           |
| 2007–09 2015–17 | Dancinha dos Famosos                | TV Globo                       |
| 2008–09 2012–13 | Astros                              | SBT                            |
| 2011            | Cantando no SBT                     | SBT                            |
| 2009–11         | Geleia do Rock                      | Multishow                      |
| 2009–11         | Super Chef                          | TV Globo                       |
| 2009–12         | Qual é o Seu Talento?               | SBT                            |
| 2009 2016–19    | Super Chefinhos                     | TV Globo                       |
| 2011–12         | Se Ela Dança, Eu Danço              | SBT                            |
| 2012–13         | Ídolos Kids                         | Record                         |
| 2012–19         | Super Chef Celebridades             | TV Globo                       |
| 2013            | Fábrica de Estrelas                 | Multishow                      |
| 2013            | Got Talent Brasil                   | Record                         |
| 2013–14         | Festival Sertanejo                  | SBT                            |
| 2014            | Esse Artista Sou Eu                 | SBT                            |
| 2014–16         | Hell's Kitchen: Cozinha sob Pressão | SBT                            |
| 2014–16         | Superstar                           | Rede Globo                     |
| 2015–16         | Os Iluminados                       | Rede Globo                     |
| 2015 2018       | Batalha dos Confeiteiros Brasil     | Record                         |
| 2015–19         | The Taste Brasil                    | GNT                            |
| 2016            | X Factor                            | Band                           |
| 2016            | Batalha dos Cozinheiros             | Record                         |
| 2016-17 2021–22 | Duelo de Mães                       | SBT Band                       |
| 2016–18         | BBQ Brasil: Churrasco na Brasa      | SBT                            |
| 2017–19         | Bake Off SBT                        | SBT                            |
| 2017–19         | Dancing Brasil                      | Record                         |
| 2017–19         | Popstar                             | TV Globo                       |
| 2018–19         | Bancando o Chef                     | Record                         |
| 2018–20         | Júnior Bake Off Brasil              | SBT                            |
| 2019            | Famílias Frente a Frente            | SBT                            |
| 2019            | MasterChef: A Revanche              | Band                           |
| 2019–20         | The Four Brasil                     | Record                         |
| 2019–21         | Mestre do Sabor                     | TV Globo                       |
| 2021–22         | The Voice +                         | TV Globo                       |
| 2021–2022       | Cozinhe se Puder                    | SBT                            |

## Em Angola
- Estrelas ao palco, transmitido entre 2003 e 2005 pela TPA
- The Voice Angola - M-Net (2015-presente). Angola é o primeiro país africano a produzir o The Voice em sua versão.